# Georg Moenius
Georg Moenius (né le 19 octobre 1890 à Adelsdorf - mort le 2 juillet 1953 à Munich) était un prêtre catholique, écrivain et militant pacifiste allemand.